# 德米特倫基 (白采爾克瓦區)
49°25′17″N 30°51′51″E / 49.42139°N 30.86417°E
德米特倫基（烏克蘭語：Дмитренки）是位於烏克蘭北部的村莊，由基辅州白采爾克瓦區的梅德溫市鎮負責管轄。該村始建於1600年，面積1.8平方公里，海拔高度163米，2001年人口321，人口密度每平方公里248.3人。